# Brachionichthyidae
Brachionichthyidae of voelsprietvissen zijn een familie van straalvinnige vissen uit de orde van vinarmigen (Lophiiformes).

## Geslachten
- Brachionichthys Bleeker, 1855
- Sympterichthys T. N. Gill, 1878
- Brachiopsilus Last & Gledhill, 2009
- Thymichthys Last & Gledhill, 2009
- Pezichthys Last & Gledhill, 2009